# Yūdai Konishi
Yūdai Konishi (jap. 小西 雄大, Konishi Yūdai; * 18. April 1998 in der Präfektur Tokushima) ist ein japanischer Fußballspieler.

## Karriere
Yūdai Konishi erlernte das Fußballspielen in der Jugendmannschaft von Gamba Osaka. Der Verein aus Suita spielte in der ersten Liga, der J1 League. Die U23-Mannschaft spielte in der dritten Liga, der J3 League. Als Jugendspieler wurde er 2016 zweimal in der U23-Mannschaft eingesetzt. Seinen ersten Profivertrag unterschrieb er 2017 bei Tokushima Vortis. Der Verein aus Tokushima, einer Großstadt in der gleichnamigen Präfektur Tokushima auf der Insel Shikoku, spielte in der zweithöchsten Liga des Landes, der J2 League. Mit Vortis feierte er 2020 die Zweitligameisterschaft und den Aufstieg in die erste Liga. Nach nur einer Saison musste er mit Vortis als Tabellensiebzehnter wieder in die zweite Liga absteigen. Nach dem Abstieg verließ er den Klub und schloss sich im Januar 2022 dem Zweitligisten Montedio Yamagata an.

## Erfolge
Tokushima Vortis
- Japanischer Zweitligameister: 2020  ▲